# ECOSY

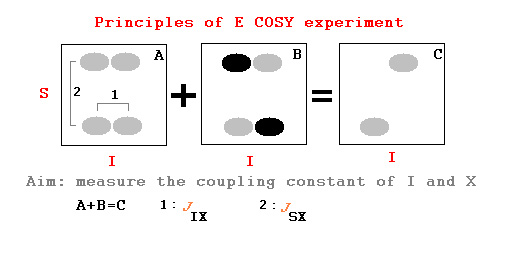
E COSY実験: AとBは検出されたシグナルの2つの部分である。

Exclusive correlation spectroscopy (ECOSY) は、小さなJ結合（カップリング）の正確な測定のためにO. W. Sørensen、Christian Griesinger、リヒャルト・R・エルンスト、共同研究者らによって発表されたNMR相関実験法である。
この実験法の背景にある考え方は、小さなカップリングと直交した次元上に分解されるより大きなカップリングを活用して分解されないカップリングを測定することである。3つのNMR活性な核が必要であり（SXIスピン系）、パルスシーケンスはXのスピン状態を変化させることなく磁化をIからSへ移すことができなけれならない。さもなければ、ECOSYパターンは消える。